# Kesselschlacht von Halbe
Die Kesselschlacht von Halbe fand gegen Ende des Zweiten Weltkrieges zwischen dem 24. und 28. April 1945 im Gebiet der Ortschaft Halbe, 60 km südlich von Berlin statt. Die Armeen des linken Flügels der 1. Weißrussischen Front und des rechten Flügels der 1. Ukrainischen Front schlossen am 24. April den Ring um die deutsche 9. Armee, es folgten mehrere Ausbruchsversuche gegenüber den sowjetischen Truppen, die parallel zur Schlacht um Berlin stattfanden. Dabei wurden am 27. April Reste deutscher Truppen, die kaum noch kampffähig waren, und nach Westen flüchtende Zivilisten in einem kleinen Waldgebiet zwischen Märkisch Buchholz und Halbe durch sowjetische Truppen eingeschlossen. Durch einen Entsatzangriff der 12. Armee aus dem Raum südlich von Potsdam konnten am 29. und 30. April große Teile über Kummersdorf-Gut in Richtung Beelitz nach Westen ausbrechen und die deutsche Front am 1. Mai bei Beelitz erreichen.

## Vorgeschichte
Nach dem Zusammenbruch der deutschen Heeresgruppe Weichsel in der Schlacht an der Oder (16. bis 20. April) wurde die 9. Armee unter General der Infanterie Theodor Busse im Raum zwischen Frankfurt (Oder) und Cottbus abgeschnitten. Der noch größere Erfolg während der Cottbus-Potsdamer Operation durch die 1. Ukrainische Front unter Marschall Iwan Konew drängte zudem das deutsche V. Armeekorps (General der Artillerie Kurt Waeger) der deutschen 4. Panzerarmee nach Norden ab. Am 19. April wurde das auf den Spreewald abgedrängte V. Armee-Korps mit der 35. und 36. SS-Grenadier-Division, sowie den Resten der 275. und 342. Infanterie-Division der ebenfalls abgeschnittenen 9. Armee unterstellt.
Schon am 22. April zeichnete sich die Einkesselung der drei Korps der 9. Armee ab, als sowjetische Truppen alle Landstraßen durch den Spreewald nach Süden, die Straße von Lübben nach Halbe im Südwesten abschnitten und den See-Isthmus im Spreewald zwischen Fürstenwalde und Königs Wusterhausen nach Westen blockierten. Der bis zuletzt gehaltene Oder-Stützpunkt Frankfurt wurde am 23. April vom Festungskommandanten Generalmajor Ernst Biehler geräumt, die Besatzung schlug sich noch in den sich abzeichnenden Kessel der 9. Armee durch.

## Verlauf

### Kesselbildung
Der Ring mehrerer sowjetischen Armeen um die 9. Armee und den nach Norden abgedrängten linken Flügel der 4. Panzerarmee schloss sich am 24. April um 10 Uhr morgens. Dabei trafen die sowjetische 71. mechanische Schützenbrigade der 3. Gardepanzerarmee im Raum Berlin-Schönefeld nordwestlich von Königs Wusterhausen mit der 88. Garde-Schützendivision der 8. Gardearmee zusammen. Die vor Cottbus freigewordene 3. Gardearmee (Generaloberst W. N. Gordow) erreichte mit dem 25. Panzerkorps (Generalmajor J. I. Fominych) den Raum Duben–Luckau und die 68. Garde-Panzerbrigade der 4. Garde-Panzerarmee sicherte in der Nähe von Kummersdorf. Entscheidend für die Schließung des Kessels um die 9. Armee waren Befehle aus dem Führerhauptquartier, die einen noch möglichen Rückzug aus dem Spreewald verboten. Dies ermöglichte es der 3. Garde-Panzerarmee und der 3. Gardearmee (General Gordow), den Kessel im Westen zu schließen und den dortigen Abschnitt nach der Zuführung der 3. Armee (Raum Erkner) und der 28. Armee (Raum Königs Wusterhausen) zu verstärken. Im Raum westlich der Einkreisung war die Masse der nach Berlin strebenden mechanisierten Formationen (6. und 7. Garde-Panzerkorps) der 3. Garde-Panzerarmee an der Linie Baruth–Zossen kurzfristig durch Panzergräben gestoppt worden. Teile des 9. Mechanisierten Korps (Generalleutnant I. P. Suchow) blieben als Sicherung der rechten Flanke zwischen Teupitz und dem Müggelsee stehen.
Die 3. Gardearmee strebte mit dem 120. Schützenkorps (Generalmajor S. I. Donskow) in den Raum südlich von Halbe vor; das 21. Schützenkorps (Generalmajor A. A. Jamanow) rückte im Südwesten an der Hauptstraße Dresden – Berlin nach Lübben vor. Die 13. Armee drängte im Süden mit der 117. Garde-Schützendivision des 102. Schützenkorps (Generalmajor I. M. Puzikow) nach Luckenwalde. Die 280. Schützendivision des 27. Schützenkorps (Generalleutnant F. M. Tscherokmanow) erreichte Jüterbog, wo sich in Jüterbog II bis August 1943 die Artillerieschule I der Wehrmacht befunden hatte. Im Nordwesten des Kessels wurde das 128. Schützenkorps (Generalleutnant P. F. Batizki) der 28. Armee an der Linie Mittenwalde und Motzen eingeschoben; das 3. Garde-Schützenkorps (Generalmajor P. A. Alexsandrow) rückte als Verstärkung nach Baruth vor. Die 3. Gardearmee und auch die 13. Armee waren während der Schlacht verstärkt worden, um einen Ausbruch der deutschen 9. Armee nach Süden zu verhindern. Eine bedeutende Verstärkung war die 1. Garde-Artillerie Durchbruchs-Division; sie wurde im Raum Briesen eingesetzt. Die Reserve der 1. Weißrussischen Front (die 33. und 69. Armee) marschierte zur Festigung der weniger bedrohten nördlichen und östlichen Kesselfront auf.

### Entsatz durch die Armee Wenck
Die unter dem Oberbefehl von General der Panzertruppe Walther Wenck im Raum Magdeburg neu formierte deutsche 12. Armee hatte den Befehl erhalten, das am 25. April umkämpfte und eingeschlossene Berlin zu entsetzen. Wenck operierte mit drei Divisionen des XX. Armeekorps (General Karl-Erik Köhler) nach Osten, während im Rücken das XXXXI. Panzerkorps (General Rudolf Holste) nach Norden am Havel-Abschnitt und die RAD-Division Jahn nach Süden bei Luckenwalde die Flanken absicherte.
- Infanterie-Division Scharnhorst (Generalleutnant Heinrich Götz)
- RAD-Division Theodor Körner (Generalleutnant Bruno Frankewitz)
- Infanterie-Division Ulrich von Hutten (General Gerhard Engel)

Am gleichen Tag wurde die im Raum Potsdam stehende Armeeabteilung Spree unter Generalleutnant Hellmuth Reymann von der Division Jahn unter Oberst Franz Weller verstärkt.
General Wenck entschloss sich, das unerreichbare Berlin links liegen zu lassen und stattdessen den Entsatz der im Raum Hermsdorf umzingelten 9. Armee zu versuchen.
Am 26. April griff das XX. Armeekorps aus der Linie Beelitz – Treuenbrietzen nordöstlich von Belzig in Richtung Berlin an. Den Hauptstoß führte in der Mitte die Division Scharnhorst über Blankensee, die Division Hutten sicherte die linke Flanke und die Division Körner sicherte die rechte Flanke gegenüber Teilen der sowjetischen 4. Garde-Panzerarmee. Es kam zu einem kurzfristigen Raumgewinn gegenüber den überraschten Truppen der sowjetischen 28. Armee. Am Nachmittag des 28. April gelang es der Division Hutten und den Einheiten der Division Ferdinand von Schill, die auf der äußeren linken Flanke operierte, in den Lehniner Wald einzudringen. Die Überquerung der Havel und die Erreichung des südwestlichen Stadtrandes von Potsdam war für die Division Hutten nun greifbar. Wencks Truppen konnten am 29. April im Raum Ferch die Verbindung mit der nach Süden ausbrechenden Division Friedrich Ludwig Jahn der Armeeabteilung Spree herstellen und am 1. Mai bei Beelitz auch Reste der 9. Armee aufnehmen.

### Ausbruch der 9. Armee
Am 27. April waren die Reste der 9. Armee und nach Westen flüchtende Zivilisten in einem kleinen Waldgebiet zwischen Storkow, Märkisch Buchholz und Halbe von den sowjetischen Truppen zusammengedrängt. Die letzten gepanzerten Einheiten der 9. Armee brachen auf Befehl Busses, der zuvor ein Kapitulationsangebot abgelehnt hatte, unter großen Verlusten in der Nacht vom 28. auf den 29. April 1945 aus dem Kessel aus. Der Ausbruch wurde vom XI. SS-Panzerkorps als Stoßgruppe angeführt, unterstützt von Artillerie und Granatwerfern. Der nördliche Stoßkeil, der die Abschirmung des Ausbruchs nach Norden zur Aufgabe hatte, wurde dabei von der Panzer-Abteilung der Panzergrenadier-Division „Kurmark“ (Generalmajor Langkeit) sowie Resten der SS-Panzeraufklärungs-Abteilung 10 gebildet, der südliche Stoßkeil von der schweren SS-Panzer-Abteilung 502 (SS-Sturmbannführer Hartrampf) mit einer Werfer-Batterie, einer Schützenpanzerwagen-Kompanie und dem Grenadier-Regiment der Panzergrenadier-Division „Kurmark“. Diesen Einheiten folgten der Divisionsstab der „Kurmark“, der Stab des XI. SS-Panzerkorps, der Stab 9. Armee und Einheiten des V. SS-Gebirgskorps. Das V. Armeekorps war für die Rücknahme der Südflanke des Kessels verantwortlich. Das V. SS-Gebirgskorps hatte den Durchbruch nach Osten und Norden zu sichern und sollte die Nachhut bilden, welche durch Reste der 21. Panzerdivision und der Panzerjagd-Abteilung 32 gebildet wurde.
Das angegriffene sowjetische 3. Garde-Schützenkorps hatte die Verteidigung in zwei Staffeln aufgebaut. In der ersten Staffel verteidigten die 96. und 50. Garde- und 130. Schützen-Division, in der zweiten Staffel wurde die 54. Garde-Schützendivision eingesetzt. Wesentliche Kräfte des 128. Schützenkorps konzentrierten sich östlich der Eisenbahnlinie von Baruth nach Zossen. Am 29. April brachen die deutschen Truppen zwischen Teupitz und Teurow an den Schwachstellen der Verteidigung der 54. und 55. Schützendivision der 28. Armee ein und sickerten in den Waldgebieten westlich der Straße Baruth–Zossen nach Westen durch. Im Wald östlich von Kummersdorf wurden die Kolonnen von Einheiten der 71. mechanisierten Schützen-Brigade gestellt und erlitten schwere Verluste.
Etwa 25.000 deutsche Soldaten und etwa 5000 Zivilpersonen erreichten über Hennickendorf am 1. Mai 1945 bei Beelitz (Elsholz) südlich von Potsdam die Aufnahmestellung des deutschen XX. Armeekorps. Die 12. Armee bestand zu diesem Zeitpunkt einerseits aus Hitlerjungen und Männern des Reichsarbeitsdienstes, andererseits aus erfahrenen Soldaten und schweren Waffen, welche aus den Ausbildungsstätten der Wehrmacht herangezogen wurden. Am Abend des 1. Mai begann die Absetzbewegung der 12. Armee über Wollin zum Brückenkopf an der Elbe, die restliche Artillerie unterstützte die Nachhut, welche von der Division Hutten gebildet wurde. Die Division Körner gab ihre Stellungen zwischen Niemegk und Treuenbrietzen auf und folgte über Belzig nach Schönhausen.

## Beteiligte Verbände

### Rote Armee
45 Schützen- und 3 Kavallerie-Divisionen, 13 Panzer-/mechanisierte Brigaden (etwa 700 Panzer), eine Artilleriedivision (300 Geschütze/Werfer).
1. Ukrainische Front, Marschall Iwan Konew
2. Luftarmee – Generaloberst Stepan Krassowski
3. Garde-Panzerarmee, General Pawel Rybalko
- 9. mechanisiertes Korps mit 69., 70. und 71. mechanische Brigade
- 5. Garde-mechanisches Korps mit 10., 11. und 12. mechanische Garde-Brigade

3. Gardearmee – Generaloberst Wassili Gordow
- 120. Schützenkorps mit 127. und 149. Schützen-Division
- 21. Garde-Schützenkorps mit 121. und 389. Schützen-Division
- 76. Schützenkorps mit 106., 287. und 329. Schützen-Division
- 1. Garde-Artillerie-Division
- 25. Panzerkorps mit 111., 162. und 175. Panzer-Brigade

13. Armee – Generaloberst Nikolai Puchow
- 102. Schützenkorps mit 117., 147. und 172. Schützen-Division
- 27. Schützenkorps mit 6., 280. und 350. Schützen-Division
- 24. Schützenkorps mit 112. und 395. Schützen-Division

28. Armee – Generalleutnant Alexander Lutschinski
- 128. Schützenkorps mit 61., 130. und 152. Schützen-Division
- 3. Garde-Schützenkorps mit 50., 54. und 96. Garde-Schützen-Division
- 20. Schützenkorps mit 48. und 55. Garde- sowie 20. Schützen-Division

1. Weißrussische Front, Marschall Georgi Schukow
2. Garde-Kavalleriekorps, Generalleutnant Wladimir Krjukow
- 3., 4. und 17. Garde-Kavallerie-Division

3. Armee – Generaloberst Alexander Gorbatow
- 35. Schützenkorps mit 250., 290. und 348. Schützen-Division
- 40. Schützenkorps mit 5. und 169. Schützen-Division
- 41. Schützenkorps mit 120. und 269. Schützen-Division

33. Armee – Generalleutnant Wjatscheslaw Zwetajew
- 38. Schützenkorps mit 129., 64. und 89. Schützen-Division
- 16. Schützenkorps mit 383., 339. und 323. Schützen-Division
- 62. Schützenkorps mit 49., 22. und 362. Schützen-Division

69. Armee – Generalleutnant Wladimir Jakowlewitsch Kolpaktschi
- 25. Schützenkorps mit 4., 77. und 134. Schützen-Division
- 61. Schützenkorps mit 274., 246 und 41. Schützen-Division
- 91. Schützenkorps mit 370., 312., 117. und 283. Schützen-Division

### Wehrmacht
11 Infanteriedivisionen, 2 motorisierte Divisionen, eine Panzerdivision
9. Armee, General der Infanterie Theodor Busse
XI. SS-Panzerkorps, SS-Obergruppenführer Matthias Kleinheisterkamp
- Reste 712. Infanterie-Division
- Panzergrenadier-Division Kurmark, Generalmajor Willy Langkeit
- schwere SS-Panzer-Abteilung 502, SS-Sturmbannführer Kurt Hartrampf
- Infanterie-Division Döberitz, Oberst Walter Scheunemann
- 169. Infanterie-Division, Generalleutnant Georg Radziej

V. SS-Gebirgskorps, SS-Obergruppenführer Friedrich Jeckeln
- 32. SS-Panzergrenadier-Division, SS-Standartenführer Hans Kempin
- Stab Division z. b. V. 391, Generalmajor Rudolf Sieckenius
- Ausbildungs-Division 286, Generalleutnant Adolf Raegener

V. Armeekorps – General der Artillerie Kurt Waeger
- Reste der 342. und 275. Infanteriedivision
- 35. SS-Polizei-Grenadierdivision, SS-Standartenführer Rüdiger Pipkorn
- Kampfgruppe 36. SS-Grenadier-Division, SS-Brigadeführer Fritz Schmedes
- Masse 21. Panzerdivision, Generalleutnant Werner Marcks
- Teile der 10. SS-Panzerdivision, SS-Obersturmbannführer Franz Roestel

## Verluste und Folgen

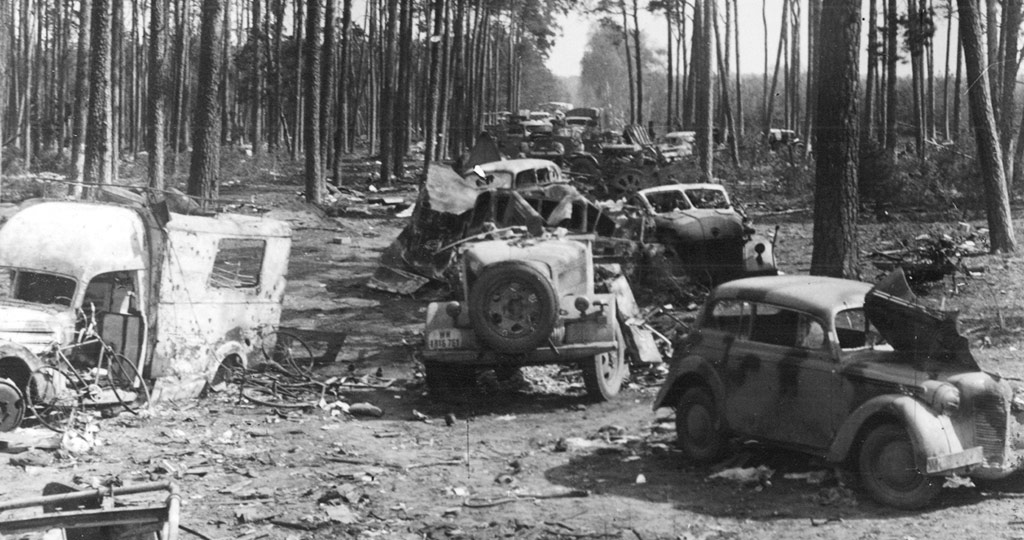
Zerstörte Wehrmachtsfahrzeuge nahe dem Spreewald

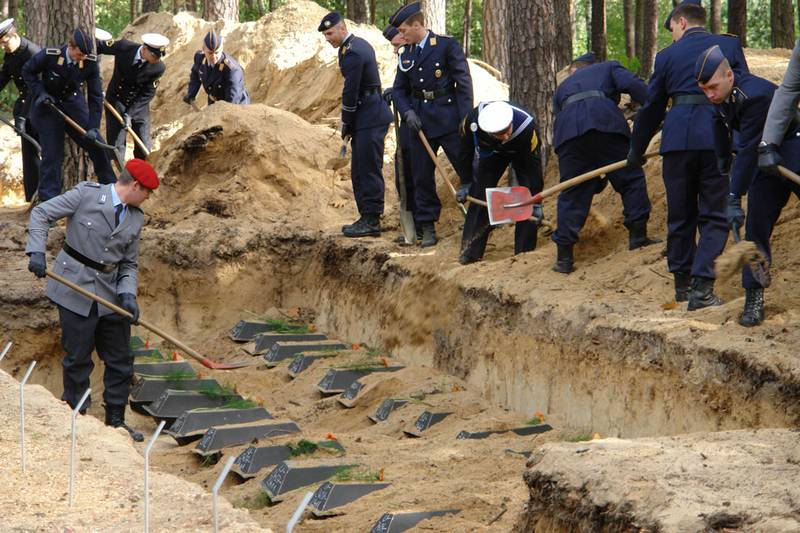
Soldaten der Bundeswehr begraben 2013 sterbliche Überreste

Während der Kesselschlacht von Halbe starben 30.000 deutsche Soldaten, dazu geschätzte 10.000 deutsche Zivilisten sowie viele sowjetische Zwangsarbeiter. 120.000 deutsche Soldaten wurden gefangen genommen. Die Verluste der Roten Armee betrugen 20.000 Tote. Die sowjetischen Toten sind überwiegend auf dem Sowjetischen Ehrenfriedhof in Baruth/Mark bestattet, die deutschen Toten überwiegend auf dem Waldfriedhof Halbe. Auf dem Waldfriedhof Halbe wurden etwa 22.000 Kriegstote (20.000 Soldaten sowie 2000 Zivilisten, die zusammen in dem großen Dreieck Königs Wusterhausen – Beeskow – Lübben in der zweiten Aprilhälfte 1945 zu Tode kamen) begraben.
Unter den Soldaten der 12. Armee war damals auch der spätere Bundesaußenminister Hans-Dietrich Genscher, der in seinen Memoiren berichtet, dass die ersten Soldaten der deutschen 9. Armee, die ihm entgegenkamen, Stabsoffiziere mit umgehängten Maschinenpistolen waren. Wenck führte die 12. Armee sowie die aus dem Kessel von Halbe entkommenen Soldaten über die Reste der zerstörten Elbbrücke in Tangermünde, ehe sie sich in westliche Gefangenschaft begaben.
Etwa 120.000 deutsche Soldaten gerieten nach der Kesselschlacht von Halbe in sowjetische Gefangenschaft. Der Kommandeur des V. SS-Freiwilligen-Gebirgskorps, SS-Obergruppenführer Friedrich Jeckeln, geriet ebenfalls in sowjetische Gefangenschaft, während der Kommandeur des XI. SS-Panzerkorps, SS-Obergruppenführer Matthias Kleinheisterkamp, am 2. Mai 1945 bei Halbe Selbstmord beging.
Bei Halbe ist der Volksbund Deutsche Kriegsgräberfürsorge auch im 21. Jahrhundert noch mit der Bergung sterblicher Überreste beschäftigt. Noch immer werden jedes Jahr sterbliche Überreste von Soldaten begraben. Allein auf dem Waldfriedhof Halbe liegen über 28.000 Gefallene.